# Stanford Encyclopedia of Philosophy
Stanford Encyclopedia of Philosophy (SEP) är en filosofisk online-encyklopedi som drivs av Stanford University. Uppslagsverket grundades av Edward N. Zalta 1995 genom finansiering från National Endowment for the Humanities och National Science Foundation i USA. 
Varje uppslagsord är skrivet av en expert på området. Bland dessa återfinns professorer från över 65 akademiska institutioner runtom i världen. Skribenterna ger Stanford University tillåtelse att publicera artiklarna men behåller upphovsrätten för texten. Uppslagsverket använder sig av peer review.